# Крістоф Ганс
Крістоф Ганс (також — Крістоф Ган, фр. Christophe Gans; нар. 11 березня 1960, Антіб, Франція) — французький кінорежисер, сценарист та продюсер.

## Біографія
Крістоф Ганс народився 11 березня 1960 року у місті Антіб на півдні Франції. Ще підлітком знімав фільми про самураях та кунг-фу і у 1980 році випускати журнал «Rhesus Zero» про фільми різних жанрів, а особливо фантастичної тематики. У 1980 році Ган навчався у французькій кіношколі IDHEC (тепер «La femis») та зняв за власним сценарієм короткометражний фільм «Срібний слиз» (Silver Slime), присвячений Маріо Браво, який був добре прийнятий на Паризькому фестивалі у 1982 році.
У 1982 році Крістоф Ганс також заснував журнал «Starfix» і виступав на підтримку робіт таких режисерів, як Девід Кроненберг, Даріо Ардженто, Рассел Малкехі, Девід Лінч, Джон Карпентер та Серджо Леоне. У 1994 році написав сценарій і зняв епізод фільму «Книга Мертвих» за Г. Ф. Лавкрафтом, який привернув увагу японських інвесторів, які повністю переконалися в таланті юного кінематографіста. Епізод, знятий Ганом, «Hotel of the Drowned», переконав інвесторів, що він як режисер був би найкращою кандидатурою для адаптації популярної серії манги та аніме «Убивця, що плаче». Стрічка, знята у 1995 році, отримала приз глядацьких симпатій на Шведському фестивалі фантастичних фільмів у 1995 році і була номінована на премію «International Fantasy Film Award» на португальському фестивалі «Фанташпорту» у 1996 році.
Потім Ган зняв відеоколекцію «HK», присвячену гонконгським фільмам. Після цього режисер два роки працював над вільною адаптацією роману Жюля Верна «20 тисяч льє під водою», після чого приступив до зйомок «Братство вовка» про Жеводанське чудовисько — невідомого звіра, що убив більше сотні людей у Франції наприкінці XVIII століття. «Братство вовка», що вийшло у 2001 році, було номіновано у 2002 році на цілу низку нагород премії «Сатурн» Академії науково-фантастичних фільмів, фентезі і фільмів жахів, зокрема в категорії «Найкращий режисер», на «Золотий Гран-прі за найкращий європейський фільм в жанрі фентезі» на Брюссельському міжнародному фестивалі у 2002 році і отримало нагороду «Срібний Гран-прі за найкращий європейський фільм в жанрі фентезі» на Каталонському міжнародному кінофестивалі у 2001 році в Сіджесі (Іспанія), а також фільм змагався в номінація «Найкращий фільм» на тому ж фестивалі.
У 2006 році Крістоф Ганс випустив новий фільм жахів, «Сайлент Хілл», головні ролі в якому зіграли Рада Мітчелл, Шон Бін, Джоделль Ферланд та Лорі Голден. Фільм отримав хороші рейтинги серед глядацької аудиторії та був чотири рази номінований на премію «Бензопила» («Chainsaw Award»).
У лютому 2014-го року на екрани вийшла фантастична мелодрама Ганса «Красуня і чудовисько» з Леа Сейду та Весаном Касселем в головних ролях. Сценарій був створений самим Крістофом спільно з Сандрою По-Ан за мотивами відомої казкової історії Жанни-Марі Лепренс Де Бомонт.
На Каннському кінофестивалі 2010 року було оголошено про постановку Крістофом Гансом диптиху «Фантомас», в якому мають зніматися Венсан Кассель та Жан Рено. Режисер запевнив, що планує дати волю своїй уяві і здивувати глядачів небаченим досі візуальним рядом.
У 2018 році було оголошено, що Ганс повернеться з фільмом "Корто Мальтезе", заснованим на коміксі італійського карикатуриста і сценариста Г'юго Пратта. Фільм, співпродюсером якого є Самуель Хадіда та іспанська продюсерська компанія TriPictures, мав розпочатися у січні 2019 року в Європі та Китаї. На роль знаменитого моряка-авантюриста був обраний актор Том Г'юз. На жаль, проект буде скасовано.

## Фільмографія
| Рік  | Фільм                      | Оригінальна назва     | Робота як | Робота як | Робота як | Опис                      |
| Рік  | Фільм                      | Оригінальна назва     | Режисер   | Сценарист | Продюсер  | Опис                      |
| ---- | -------------------------- | --------------------- | --------- | --------- | --------- | ------------------------- |
| 1981 | Срібний слиз               | Silver Slime          | Так       | Так       |           | короткометражний          |
| 1993 | Книга Мертвих              | Necronomicon          | Так       |           |           | Режисер першого епізоду   |
| 1995 | Убивця, що плаче           | Crying Freeman        | Так       | Так       |           | також Fight choreographer |
| 2001 | Братство вовка             | Le pacte des loups    | Так       | Так       |           |                           |
| 2004 | Сент Анж                   | Saint Ange            |           |           | Так       |                           |
| 2006 | Сайлент Хілл               | Silent Hill           | Так       | Так       |           |                           |
| 2014 | Красуня і чудовисько       | La belle & la bête    | Так       | Так       |           | [ 8 ]                     |
| 2026 | Повернення до Сайлент Хілл | Return to Silent Hill | Так       | Так       |           |                           |

## Визнання
| Рік                                                    | Категорія                                                           | Фільм                | Результат |
| ------------------------------------------------------ | ------------------------------------------------------------------- | -------------------- | --------- |
| Шведський фестиваль фантастичних фільмів               |                                                                     |                      |           |
| 1994                                                   | Приз аудиторії                                                      | Убивця, що плаче     | Перемога  |
| Кінофестиваль «Fantasporto»                            |                                                                     |                      |           |
| 1996                                                   | Найкращий фільм                                                     | Убивця, що плаче     | Номінація |
| Каталонський міжнародний кінофестиваль у Сітжесі       |                                                                     |                      |           |
| 2001                                                   | Найкращий фільм                                                     | Братство вовка       | Номінація |
| 2001                                                   | Срібний Гран-прі                                                    | Братство вовка       | Перемога  |
| Приз Європейської кіноакадемії                         |                                                                     |                      |           |
| 2001                                                   | Найкращий режисер                                                   | Братство вовка       | Номінація |
| 2014                                                   | Приз глядацьких симпатій                                            | Красуня і чудовисько | Номінація |
| Академія наукової фантастики, фентезі та фільмів жахів |                                                                     |                      |           |
| 1994                                                   | Премія «Сатурн» за найкращу режисуру                                | Братство вовка       | Номінація |
| 1994                                                   | Премія «Сатурн» за найкращий сценарій (спільно зі Стефаном Кабелем) | Братство вовка       | Номінація |
| Брюссельський кінофестиваль фантастичних фільмів       |                                                                     |                      |           |
| 2002                                                   | Золотий Гран-прі за найкращий європейський фільм в жанрі фентезі    | Братство вовка       | Номінація |